# Khúc tình xưa
Khúc tình xưa là album phòng thu thứ năm của nữ ca sĩ Lệ Quyên, được phát hành vào ngày 27 tháng 08 năm 2010. Trong album lần này, Lệ Quyên đã mạnh dạn chọn dòng nhạc xưa "vang bóng một thời" từng được rất nhiều nghệ sĩ gạo cội thể hiện. Sự đổi mới bất ngờ này của Lệ Quyên đã giúp cô có được thành công ngoạn mục với dòng nhạc Bolero.
Album nhận được những ý kiến trái chiều đến tích cực từ phía các nhà phê bình âm nhạc và khán giả hâm mộ. Tuy nhiên, có thể nói sau album Vol. 1 - Giấc mơ có thật trước đó 5 năm, Khúc tình xưa là album đã giúp Lệ Quyên tạo nên một làn sóng như những gì cô đã làm được với album đầu tay.

## Bối cảnh sáng tác và sản xuất album
Lệ Quyên là ca sĩ dòng nhạc nhẹ với chất giọng khỏe và trầm, được biết đến sau khi phát hành album Vol. 1 - Giấc mơ có thật năm 2005 mà một số bài trong đó đã trở thành hit của năm như "Giấc mơ có thật", "Thôi đừng chiêm bao", "Trăng chiều", "Hãy trả lời em". Ba năm sau (2008), cô phát hành album Như giấc chiêm bao với Tuấn Hưng. Tới 2009, sau 4 năm phát hành đĩa đơn đầu tiên, Lệ Quyên ra mắt album vol. 2 - Nếu như ngày đó bao gồm 10 ca khúc nhạc nhẹ trữ tình, cùng với album Acoustic bao gồm các ca khúc nổi tiếng được cover lại. Tuy nhiên, những thử nghiệm đa dạng này không giúp ích gì cho tên tuổi của cô, cho đến khi CD nhạc xưa Khúc tình xưa với âm điệu uyển chuyển đến với khán thính giả. Khúc tình xưa bao gồm các ca khúc bất hủ của tân nhạc Việt Nam như "Mưa nửa đêm", "Tình đời", "Sầu lẻ bóng", "Buồn", "Đồi thông hai mộ", "Chiếc là cuối cùng", được giới thiệu là một sản phẩm âm nhạc đặc biệt của Lệ Quyên. 12 ca khúc nhạc xưa trong album do chính Lệ Quyên biên tập, và sự trợ giúp của một ekip chuyên nghiệp gồm nhạc sĩ hòa âm Tấn Phong, ban nhạc Không Tên, phòng thu Viết Tân, thiết kế Công Trí.
Bối cảnh sáng tác và sản xuất album cũng có nhiều điểm đặc biệt. Ấp ủ thực hiện một album nhạc xưa từ khi chưa đi hát chuyên nghiệp nhưng lúc đó Lệ Quyên nghĩ rằng mình chưa đủ trải nghiệm cũng như sự tinh tế khi hát dòng nhạc này. Đến năm 2008, khi Lệ Quyên thực hiện bộ ảnh người phụ nữ Việt Nam xưa tại Hội An, Đà Nẵng với nhiếp ảnh gia Tuấn L’aman’t để chuẩn bị cho album thì Đàm Vĩnh Hưng đã khuyên cô nên chờ thêm thời gian để trau dồi kĩ năng hát nhạc xưa, vì vậy mà bộ ảnh được "ém" đến tận năm 2010. Bìa CD được đánh giá là khá sang trọng xen lẫn nét cổ điển, hoài niệm. Riêng phần hình ảnh và thiết kế cho album Khúc tình xưa cũng được Lệ Quyên và ê-kíp của mình đầu tư hết sức kĩ lưỡng. Ngoài phần hình ảnh đã được thực hiện cách đây 2 năm tại Hội An với thời gian gần 8 tiếng đồng hồ, phần thiết kế cũng kì công không kém khi nhà thiết kế Công Trí phải tự tay làm thủ công rất nhiều hình, in từng tấm ảnh, cắt răng cưa và dán bằng tay tất cả 10 ngàn bản album được phát hành, và toàn bộ phần lyric trong album do chính Lệ Quyên viết tay bằng mực tím để mang lại cảm giác đúng chất xưa nhất như chủ đề album. Những ca khúc xưa cũ được Lệ Quyên thổi "hồn" trong từng câu hát, nắn nót trong từng nốt trầm và buông lơi khi có quãng ngân dài đầy mùi mẫn, biến những ca khúc đã thành bất hủ của nhiều người hát thành một thứ âm nhạc xưa theo phong cách của Lệ Quyên.
Có thể nói, sau thành công đầu tiên với Giấc mơ có thật năm 2005, Khúc tình xưa lại trở thành một bước ngoặt lớn trong sự nghiệp của Lệ Quyên, đưa tên tuổi của cô vươn lên hàng sao hạng A trên thị trường nhạc Việt. Sự thành công ngoài mong đợi của album khiến ngay cả chính bản thân nữ ca sĩ Hà Thành cũng khá ngạc nhiên về hiệu ứng mà nó đem lại cho cô. Những ca khúc như "Tình lỡ", "Sầu lẻ bóng" được khán giả yêu thích nhất và yêu cầu trong mỗi đêm diễn của Lệ Quyên. Từ đây, Lệ Quyên thường xuyên được mời hát tại các chương trình nhạc xưa như "Những khúc vọng xưa", "Tình khúc vượt thời gian"... quy tụ nhiều gương mặt lão làng của âm nhạc Việt Nam; và báo chí, khán giả yêu mến phong tặng cô danh hiệu "nữ hoàng nhạc xưa".

## Thể loại và cấu trúc âm nhạc
Album Khúc tình xưa bao gồm 12 nhạc phẩm thuộc thể loại nhạc vàng, Bolero. Lệ Quyên coi đây là sự trải nghiệm mới cho chính bản thân cũng như khán giả với những ca khúc "vang bóng một thời" đã từng chiếm lĩnh nhạc đàn Việt Nam. Chất giọng trầm khàn, cột hơi đoản những tưởng rất khó để cô chinh phục được nhạc xưa vốn ngọt ngào êm ái. Khi hát trong album này Lệ Quyên đã phải nén giọng lại, chỉ hát một phần hơi vì thể loại âm nhạc này cần sự mềm mỏng. Khi mới nghe lần đầu những ai đã yêu và quá quen với các ca sĩ khác hát nhạc xưa sẽ khó chấp nhận được cách hát của cô, nhưng càng nghe lại càng thấy "nghiện" bởi cách hát của Lệ Quyên khá lạ - "sến" vừa phải, những nốt "rung", ngân nga càng nghe càng thấy cảm xúc.

## Danh sách bài hát
| STT | Nhan đề              | Sáng tác                       | Hòa âm    | Thời lượng |
| --- | -------------------- | ------------------------------ | --------- | ---------- |
| 1.  | "Mưa nửa đêm"        | Trúc Phương                    | Tấn Phong | 04:44      |
| 2.  | "Tình lỡ"            | Thanh Bình                     | Tấn Phong | 05:53      |
| 3.  | "Sầu lẻ bóng"        | Anh Bằng                       | Tấn Phong | 05:18      |
| 4.  | "Buồn"               | Y Vân                          | Tấn Phong | 04:20      |
| 5.  | "Đồi thông hai mộ"   | Hồng Vân                       | Tấn Phong | 06:30      |
| 6.  | "Chiếc lá cuối cùng" | Tuấn Khanh                     | Tấn Phong | 06:08      |
| 7.  | "Ảo ảnh"             | Y Vân                          | Tấn Phong | 05:07      |
| 8.  | "Em về kẻo mưa"      | Ngân Giang                     | Tấn Phong | 04:40      |
| 9.  | "Tình đời"           | Minh Kỳ, Vũ Chương             | Tấn Phong | 04:58      |
| 10. | "Hàn Mặc Tử"         | Trần Thiện Thanh               | Tấn Phong | 07:15      |
| 11. | "Mùa đông của anh"   | Trần Thiện Thanh               | Tấn Phong | 05:18      |
| 12. | "Ngọn trúc đào"      | Anh Bằng, thơ Nguyễn Tất Nhiên | Tấn Phong | 04:40      |